# 1908년 하계 올림픽 축구
1908년 하계 올림픽 축구는 영국 런던에서 개최된 1908년 하계 올림픽의 정식 경기 종목이다. 남자 토너먼트전만 진행되었으며, 5개국에서 72명의 선수가 참가하였다. 지난 1900년과 1904년 하계 올림픽에서는 팀 클럽간의 경기만 진행되었기에 국가경쟁전은 이번 대회가 처음이었다.
경기 결과 영국팀이 금메달을 획득하였다. 당시 영국팀은 그레이트브리튼 아일랜드 연합왕국으로 잉글랜드, 스코틀랜드, 웨일스는 물론 아일랜드까지 대표하는 단일팀이었다. 다만 올림픽에 나선 선수 전원이 잉글랜드 출신이었다. 한편 덴마크와 프랑스 A팀 간의 경기에서 덴마크의 소푸스 크뢸벤 닐센이 무려 10골을 몰아치면서 17-1의 압도적인 승리를 거뒀다. 덴마크팀에는 유명 수학자 하랄 보어도 선수로 소속되어 있었으며 결승전 진출에 기여하였다.

## 경기 일정
다음은 이번 대회의 경기 일정이다.
| 예 | 예선 | 준 | 준결승전 | 동 | 동메달전 | 결 | 결승전 |

| 19일 월 | 20일 화 | 21일 수 | 22일 목 | 23일 금 | 24일 토 |
| ------- | ------- | ------- | ------- | ------- | ------- |
| 예      | 예      |         | 준      | 동      | 결      |

## 경기장
축구 종목은 런던에 있는 화이트시티 스타디움에서 모든 경기가 열렸다.

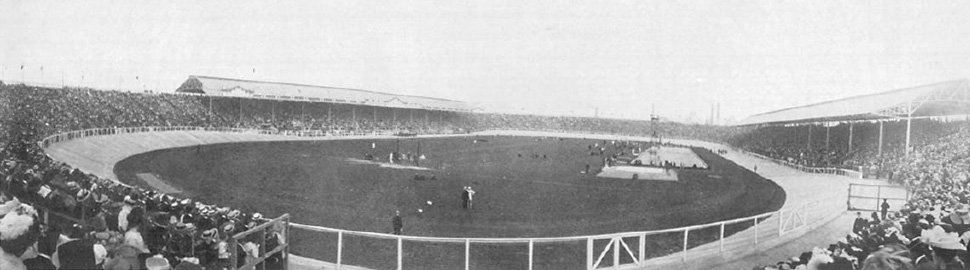
축구 경기가 치러지고 있는 화이트시티 스타디움

## 참가국
축구 종목은 5개국에서 72명의 선수가 참가하였다. 총 8팀이 출전할 수 있었으며 프랑스는 A팀과 B팀의 두 팀이 출전하였다. 그러나 당초 출전하기로 했던 헝가리와 보헤미아가 대진표 설정 이후 재정문제를 이유로 경기에 불참하기로 결정하면서 6팀만 본선 경기를 치르게 되었다.
| - 영국 (11명) | - 덴마크 (13명) | - 네덜란드 (12명) | - 프랑스 (22명) | - 스웨덴 (14명) |

## 대진표
|  | 예선전           | 예선전    |                  |    | 준결승전 | 준결승전 |  |  | 금메달전 | 금메달전 |
|  |                  |           |                  |    |          |          |  |  |          |          |
|  | 1908년 10월 19일 |           |                  |    |          |          |  |  |          |          |
|  |                  |           |                  |    |          |          |  |  |          |          |
|  | 덴마크           | 9         |                  |    |          |          |  |  |          |          |
|  | 덴마크           | 9         | 1908년 10월 22일 |    |          |          |  |  |          |          |
|  | 프랑스 B팀       | 0         |                  |    |          |          |  |  |          |          |
|  | 프랑스 B팀       | 0         | 덴마크           | 17 |          |          |  |  |          |          |
|  |                  |           | 덴마크           | 17 |          |          |  |  |          |          |
|  |                  | 프랑스    | 1                |    |          |          |  |  |          |          |
|  | 프랑스           | 프랑스    | 1                | 2  |          |          |  |  |          |          |
|  | 프랑스           |           | 1908년 10월 24일 | 2  |          |          |  |  |          |          |
|  | 보헤미아         | 0         |                  |    |          |          |  |  |          |          |
|  | 보헤미아         | 0         | 덴마크           | 0  |          |          |  |  |          |          |
|  | 10월 20일        |           | 덴마크           | 0  |          |          |  |  |          |          |
|  |                  | 영국      | 2                |    |          |          |  |  |          |          |
|  | 영국             | 영국      | 2                | 12 |          |          |  |  |          |          |
|  | 영국             | 10월 22일 |                  | 12 |          |          |  |  |          |          |
|  | 스웨덴           | 1         |                  |    |          |          |  |  |          |          |
|  | 스웨덴           | 1         | 영국             | 4  |          |          |  |  |          |          |
|  |                  |           | 영국             | 4  |          |          |  |  |          |          |
|  |                  | 네덜란드  | 0                |    | 동메달전 | 동메달전 |  |  |          |          |
|  | 네덜란드         | 네덜란드  | 0                | 2  | 동메달전 | 동메달전 |  |  |          |          |
|  | 네덜란드         |           | 10월 23일        | 2  |          |          |  |  |          |          |
|  | 헝가리           | 0         |                  |    |          |          |  |  |          |          |
|  | 헝가리           | 0         | 네덜란드         | 2  |          |          |  |  |          |          |
|  |                  |           |                  |    |          |          |  |  |          |          |
|  | 스웨덴           | 0         |                  |    |          |          |  |  |          |          |
|  | 스웨덴           | 0         |                  |    |          |          |  |  |          |          |

## 경기 결과
8팀이 출전할 수 있었으며 준결승전을 4회 치렀다. 상술한 문제로 불참한 헝가리와 보헤미아의 상대팀인 네덜란드와 프랑스는 2-0 승리를 기록한 것으로 부여되었다.

### 예선전
| 네덜란드 | 2–0 (부여) | 헝가리 |
| -------- | ---------- | ------ |
|          |            |        |

| 덴마크                                                                           | 9–0    | 프랑스 B팀 |
| -------------------------------------------------------------------------------- | ------ | ---------- |
| N. 미델보에 10′, 49′ · 볼프하겐 15′, 17′, 67′, 72′ · 보어 25′, 47′ · S. 닐센 78′ | 리포트 |            |

| 프랑스 | 2–0 (부여) | 보헤미아 |
| ------ | ---------- | -------- |
|        |            |          |

| 영국                                                                                                  | 12–1   | 스웨덴         |
| --- | ------ | -------------- |
| 스테이플리 13′ 75′ · 우드워드 17′ 31′ · 베리 20′ · 채프먼 25′ · 퍼넬 30′ 35′ 66′ 85′ · 호크스 70′ 80′ | 리포트 | 베르스트룀 65′ |

### 준결승전
| 영국                          | 4–0    | 네덜란드 |
| ----------------------------- | ------ | -------- |
| 스테이플리 37′, 60′, 64′, 75′ | 리포트 |          |

| 덴마크 | 17–1   | 프랑스           |
| --- | ------ | ---------------- |
| S. 닐센 3′, 4′, 6′, 39′, 46′, · 48′, 52′, 64′, 66′, 76′ · 린그렌 18′, 37′ · 볼프하겐 60′, 72′, 82′, 89′ · N. 미들보에 68′ | 리포트 | 사르토리우스 16′ |

### 동메달 결정전
이번 대회에서는 일반적인 토너먼트전으로 진행하되 패자부활전 성격의 경기가 추가되었다. 원래 동메달전 이전에 탈락해야 하는 팀은 총 6팀이었으며, 10월 21일 예선전에서 패배팀들끼리 2차례의 경기를 치를 예정이었다. 헝가리와 보헤미아의 불참으로 1차전은 10월 15일 패배팀 간의 예선전을 없던 일로 하고 프랑스 B팀과 스웨덴팀이 준결승에 진출할 수 있었다.
프랑스 B팀과 스웨덴팀, 그리고 준결승에서 패한 프랑스 A팀과 네덜란드가 10월 23일에 다시 한번 준결승전을 치를 예정이었으며 프랑스 A팀은 프랑스 B팀과, 네덜란드는 스웨덴과 맞붙고 이들 경기의 승자가 10월 24일 금메달 결정전에 앞서 동메달 결정전에 진출할 예정이었다.
그런데 프랑스 두 팀 모두 10월 19일과 10월 22일에 각각 덴마크에 패하면서 남은 일정을 기권하고 귀국을 택했다. 따라서 남은 준결승전과 10월 24일 동메달 결정전은 취소되고 네덜란드 대 스웨덴 간의 준결승전이 동메달 결정전이 되었다.
| 네덜란드                 | 2–0    | 스웨덴 |
| ------------------------ | ------ | ------ |
| 레만 6′ · 스네틀라게 58′ | Report |        |

### 금메달 결정전
| 영국                      | 2–0    | 덴마크 |
| ------------------------- | ------ | ------ |
| 채프먼 20′ · 우드워드 46′ | Report |        |

## 최종 순위
| 순위 | 팀         | 경기 | 승 | 무 | 패 | 득 | 실 | 차  | 승점 | 대회 성적     |
| ---- | ---------- | ---- | -- | -- | -- | -- | -- | --- | ---- | ------------- |
| 1    | 영국 (H)   | 3    | 3  | 0  | 0  | 18 | 1  | +17 | 6    | 우승          |
| 2    | 덴마크     | 3    | 2  | 0  | 1  | 26 | 3  | +23 | 4    | 2위           |
| 3    | 네덜란드   | 2    | 1  | 0  | 1  | 2  | 4  | −2  | 2    | 3위           |
| 4    | 스웨덴     | 2    | 0  | 0  | 2  | 1  | 14 | −13 | 0    | 4위           |
|      |            |      |    |    |    |    |    |     |      |               |
| 5    | 프랑스     | 1    | 0  | 0  | 1  | 1  | 17 | −16 | 0    | 준결승전 탈락 |
|      |            |      |    |    |    |    |    |     |      |               |
| 6    | 프랑스 B팀 | 1    | 0  | 0  | 1  | 0  | 9  | −9  | 0    | 예선전 탈락   |

### 메달리스트
다음은 이번 대회 메달리스트의 목록이다.
| 종목            | 금 | 은 | 동 |

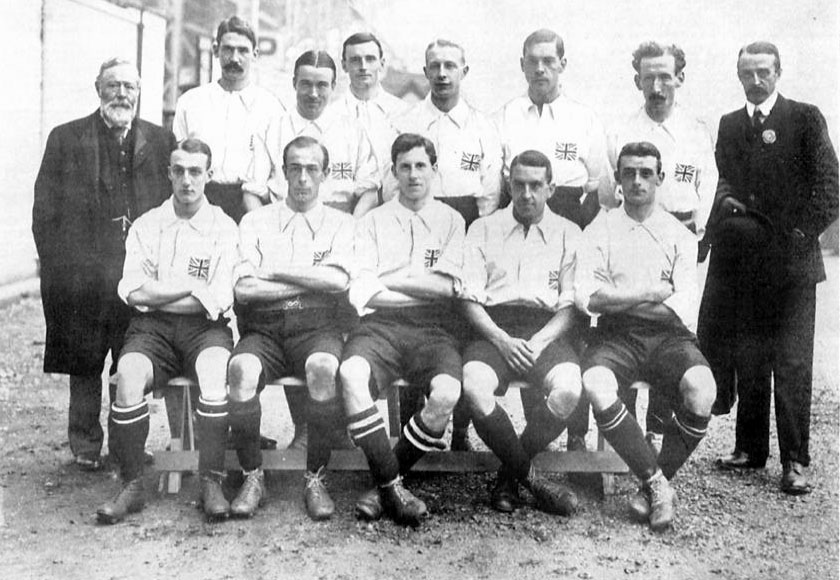
금메달을 획득한 영국팀

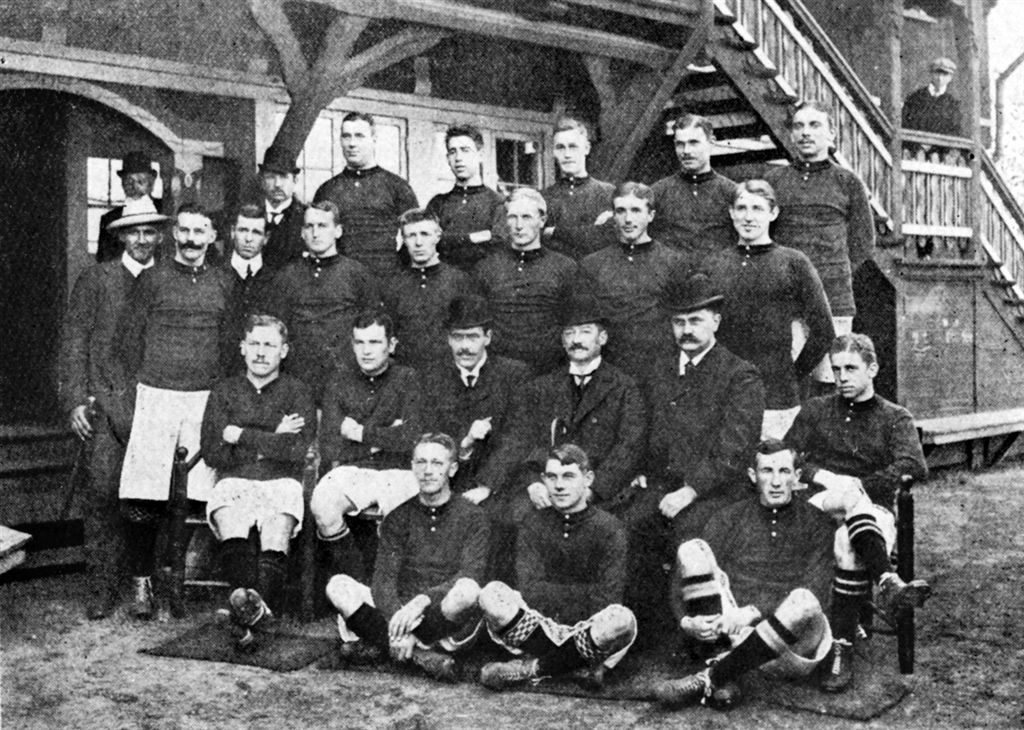
은메달을 획득한 덴마크팀

| 남자 토너먼트전 | 영국 (GBR) 호레이스 베일리 · 아서 베리 · 프레더릭 채프먼 · 월터 코벳 · 해럴드 하드먼 · 로버트 호크스 · 케네스 헌트 · 허버트 스미스 · 해럴드 스테이플리 · 클라이드 퍼넬 · 비비안 우드워드 · 조지 바로우 · 알버트 벨 · 로널드 브레브너 · W. 크랩트리 · 월터 다펀 · 토마스 포터 · 알버트 스코던 | 덴마크 (DEN) 피터 마리우스 안데르센 · 하랄 보어 · 샤를 부크발 · 루드비 드레셔 · 요하네스 간딜 · 하랄 한센 · 아우구스트 린그렌 · 크리스티안 미델보 · 닐스 미델보 · 소푸스 닐센 · 오스카 노를란 · 비오른 라스무센 · 빌헬름 볼프하겐 · 마그누스 베크 · 외드베르트 E. 비아른홀트 · 크누 한센 · 에이나르 미델보 | 네덜란드 (NED) 레이니어르 베이우커스 · 프란스 더 브라윈 콥스 · 카럴 헤이팅 · 얀 콕 · 복 더코르버르 · 에밀 뮌트 · 루이 오턴 · 욥스 레이만 · 에뒤 스네틀라허 · 에트 솔 · 얀 토메이 · 카이위스 벨커르 · 얀 판덴베르흐 · 로 라 하펠러 · 픽 혼살버스 · 존 헤이팅 · 토니 판 렌테르험 |

## 선수 통계

### 득점왕

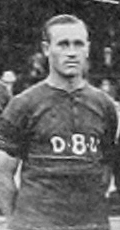
덴마크의 소푸스 닐센 (11골 기록)

| 11골 - 소푸스 닐센 8골 - 빌헬름 볼프하겐 6골 - 해롤드 스테이플리 4골 - 클라이드 퍼넬 3골 - 닐스 미델보 - 비비언 우드워드 | 2골 - 하랄 보어 - 아우구스트 린그렌 - 프레더릭 채프먼 - 로버트 호크스 1골 - 에밀 사르토리우스 - 아서 베리 - 욥스 레이만 - 에뒤 스네틀라허 - 구스타프 베르스트룀 |

### 골키퍼
| 순위 | 이름                  | 국가       | 허용골 | 경기 | 경기당 허용골 |
| ---- | --------------------- | ---------- | ------ | ---- | ------------- |
| 1    | 허레이스 베일리       | 영국       | 1      | 3    | 0.33          |
| 2    | 루드비 드레셔         | 덴마크     | 3      | 3    | 1.00          |
| 3    | 레이니어르 베이우커스 | 네덜란드   | 4      | 2    | 2.00          |
| 4    | 오스카르 벵트손       | 스웨덴     | 14     | 2    | 7.00          |
| 5    | 페르낭 데스루소       | 프랑스 B팀 | 9      | 1    | 9.00          |
| 6    | 모리스 티유트         | 프랑스     | 17     | 1    | 17.00         |

## 참고 문헌
- Cook, Theodore Andrea (1908). 《The Fourth Olympiad, Being the Official Report》. London: British Olympic Association.